# Еден (район)
Еден (англ. Eden District Municipality) — район в Західній Капській провінції, ПАР. Муніципальний код району DC4. Адміністративний центр місто Джордж.

## Населені пункти району
- Боссіес-Ґіф
- Порт-Бофорт
- Джордж (ПАР)
- Оудсхурн
- Моссел-Бей
- Книсна
- Плеттенберг-Бей
- Риверсдейл
- Ладісміт